# Anca Pop
Anca Pop (n. 22 octombrie 1984, Moldova Nouă – d. 16 decembrie 2018, Svinița) a fost o cântăreață română-canadiană. Aceasta a lansat albumul său de debut omonim la data de 12 iulie 2017 în Japonia, care include discurile single: „Free Love”, „Super Cool”, „Ring Around”, „Loco Poco” și „Ederlezi”.
În 2008, a făcut cunoștință cu muzicianul iugoslav Goran Bregović, compunând două dintre piesele celui de-al treisprezecelea său album de studio, Champagne for Gypsies. La data de 27 iulie 2015, a lansat o altă versiune pentru videoclipul piesei „Free Love”, exclusiv pentru revista Playboy. De asemenea, a apărut pe coperta revistei respective în numărul lunilor iulie-august.

## Copilărie
Anca Pop s-a născut la data de 22 octombrie 1984. La vârsta de doar trei ani, părintii săi au decis să fugă din România, trecând Dunărea, în Serbia. Acolo au stat într-o tabără de refugiați politic timp de 7 luni, înainte de a emigra în Canada. Odată cu ajungerea sa în Ontario, Canada, a început să fie atrasă de muzică, iar la vârsta de 7 ani a început să ia lecții de mandolină și canto. În paralel a făcut și sport, a luat lecții de desen și literatură. Mai târziu, ea și părinții săi au revenit în România pe la sfârșitul comunismului.

## Carieră

### 2004-12: Începutul carierei și colaborarea cu Goran Bregović
În anul 2004, un demo de-al său a fost auzit de către președintele casei de discuri 604 Records Jonathan Simkin, care a încurajat-o să scrie melodii pentru materialul său discografic de debut. Anca Pop a declarat că s-a întors în România pentru inspirație. În anul 2008, Anca Pop l-a cunoscut pe muzicianul iugoslav Goran Bregović cu care a început să compună diverse cântece pentru cel de-al treisprezecelea său album de studio, Champagne for Gypsies. În anul 2012 a fost lansată piesa „Jealous Monster” în mod independent, împreună cu un videoclip muzical care acompaniază piesa.

### 2013-16: Semnarea la Roton Music și „Free Love”
După semnarea sa la casa de discuri Roton, Anca a lansat discul single de debut „Free Love” la data de 28 aprilie 2015, videoclipul muzical a fost lansat în aceeași zi. Discul single s-a bucurat de succes în mare parte în Regatul Unit, fiind votat de un număr de peste 100.000 de persoane drept cea mai bună piesa pop a lunii iulie în cadrul unui sondaj realizat de site-ul OurStage. În luna iulie a aceluiași an au fost lansate două versiuni pentru videoclipul piesei „Free Love”, unul pentru revista Playboy, iar cel de-al doilea pe o plajă. La data de 24 martie 2016 a fost lansat „Super Cool”, cel de-al doilea extras pe single al albumului său omonim. În luna mai din același an a fost invitată împreună cu Emil Rengle de către Warner Music Group la festivalul de film din Cannes, Franța cu posibilitatea de a obține o colaborare pe termen lung cu această casă de discuri. Anca face o apariție cameo în videoclipul lui RENGLE „Click Click” care a fost publicat la data de 23 mai 2016.

### 2017-2018: „Ring Around” și „Loco Poco”
La data de 25 ianuarie 2017 „Ring Around” a fost lansat ca cel de-al treilea extras pe single. Videoclipul piesei regizat de către Bogdan Păun și filmat în Macau, China a fost lansat în aceeași zi pe canalul de YouTube al casei sale de discuri Roton. Anca a susținut mai multe concerte în diferite orașe din Japonia. A fost invitată pentru a doua oară de către Warner Music Group la festivalul de film din Cannes, Franța, care a avut loc la data de 17 mai. Cel de-al patrulea disc single „Loco Poco” a fost lansat la data de 26 mai 2017 la nivel internațional. Cântecul „Split the Bill” a fost lansat la data de 18 ianuarie 2019 ca al șaselea single extras de pe albumul său de debut, fiind, de asemenea, primul single care a fost lansat după moartea artistei. La data de 8 februarie, a fost lansat piesa „Bank Machine” ca al doilea single care a fost lansat în urma decesului. „Maria Magdalena” a fost lansat la data de 22 februarie, și conclude, de asemena, ultimul single care să fie lansat din seria de discuri single post-mortem.

## Viața privată
A locuit într-un apartament din București. A fost pasionată de spiritualitate și a căutat inspirație în Peru, India și Thailanda. A avut o relație cu Fraga dar, într-un episod din Totul pentru dragoste, și-a declarat intenția de a nu se căsători. La începutul anului 2019, sora ei a explicat că relația dintre Anca și Fraga era mai mult o prietenie, spunândː „Dacă se asculta atent, ele nu spun că sunt împreună ca și cuplu. Vorbesc despre o energie între ele [...] Anca nu s-ar fi justificat niciodată. Anca arunca «pastila», apoi lăsa lumea să interpreteze ce vrea. Eu nu sunt Anca. Eu mă justific și simt nevoia să o justific.”

## Decesul
Artista a decedat la data de 16 decembrie 2018 după ce a pierdut controlul volanului din motive necunoscute, iar mașina a plonjat în Dunăre, lângă comuna Svinița, în timp ce artista se îndreptase spre casă pentru a petrece sărbătorile care se apropriau împreună cu familia. Poliția Județeană Mehedinți a confirmat decesul ei în următoarea zi. Deși strada nu dispunea de parapeți, nu a fost considerată una cu punct de risc de accidente. Trei scafandri, ajutați de către militari de la inspectoratul pentru situații de urgență au fost implicați pentru recuperarea cadavrului. La scurt timp după deces, au apărut speculații în legătură cu faptul că ar fi vorba despre o sinucidere, lucru care a fost exclus de către sora ei, Tina Pop, care a declarat că: „nu s-a sinucis, dacă voia să se sinucidă, o făcea altfel.” Înmormântarea a avut loc la data de 20 decembrie 2018, pe malul Dunării, în comuna Svinița, fiind dorința artistei de a fi îngropată cât mai aproape de locul decesului.

## Discografie

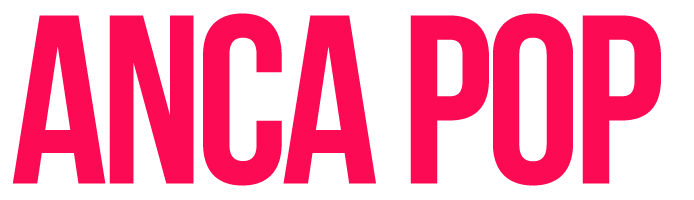
Logo-ul artistei

### Albume de studio
| Titlu    | Detalii                                                                            |
| -------- | ---------------------------------------------------------------------------------- |
| Anca Pop | - Lansat: 12 iulie 2017 - Casă de discuri: Roton - Format: descărcare digitală, CD |

### Albume remixate
| Titlu                | Detalii                                                                          |
| -------------------- | -------------------------------------------------------------------------------- |
| Super Cool (Remixes) | - Lansat: 28 aprilie 2016 - Casă de discuri: Roton - Format: descărcare digitală |
| Loco Poco (Remixes)  | - Lansat: 29 mai 2017 - Casă de discuri: Roton - Format: descărcare digitală     |

## Discuri single

### Ca artist principal
| Titlu                                        | An   | Album    |
| -------------------------------------------- | ---- | -------- |
| „Free Love”                                  | 2015 | Anca Pop |
| „Super Cool”                                 | 2016 | Anca Pop |
| „Ring Around”                                | 2017 | Anca Pop |
| „Loco Poco”                                  | 2017 | Anca Pop |
| „Ederlezi” (în colaborare cu Goran Bregović) | 2017 | Anca Pop |
| „Split the Bill”                             | 2019 | Anca Pop |
| „Bank Machine”                               | 2019 | Anca Pop |
| „Maria Magdalena”                            | 2019 | Anca Pop |

### Ca artist secundar
| Titlu                                            | An   | Album    |
| ------------------------------------------------ | ---- | -------- |
| „Love Is” (FUMI★YEAH! în colaborare cu Anca Pop) | 2017 | Anca Pop |

## Cântece compuse
| Cântec                     | An   | Artist                                         | Album                 |
| -------------------------- | ---- | ---------------------------------------------- | --------------------- |
| „Champagne for Gypsies”    | 2012 | Goran Bregović în colaborare cu Selina O'Leary | Champagne for Gypsies |
| „On a Leash”               | 2012 | Goran Bregović în colaborare cu Selina O'Leary | Champagne for Gypsies |
| „Go to Her”                | 2012 | Anca Pop                                       | N/A                   |
| „Soul Cancer”              | 2012 | Anca Pop                                       | N/A                   |
| „Jealous Monster”          | 2012 | Anca Pop în colaborare cu Goran Bregović       | N/A                   |
| „When the World Is Mine”   | 2012 | Anca Pop                                       | N/A                   |
| „Free Love”                | 2015 | Anca Pop                                       | Anca Pop              |
| „I Can't Help It”          | 2016 | Anca Pop                                       | Anca Pop              |
| „I Wanna See You Dance”    | 2016 | Anca Pop                                       | Anca Pop              |
| „My Time”                  | 2016 | Anca Pop                                       | Anca Pop              |
| „Loco Poco”                | 2016 | Anca Pop                                       | Anca Pop              |
| „Ring Around”              | 2016 | Anca Pop                                       | Anca Pop              |
| „The Trouble's in My Head” | 2016 | Anca Pop                                       | Anca Pop              |
| „Slow”                     | 2016 | Anca Pop                                       | Anca Pop              |
| „Split the Bill”           | 2016 | Anca Pop                                       | Anca Pop              |
| „Super Cool”               | 2016 | Anca Pop                                       | Anca Pop              |

## Videoclipuri
| Titlu                                                    | An                  | Regizor(i)                                | Ref.                |
| Ca artist principal                                      | Ca artist principal | Ca artist principal                       | Ca artist principal |
| -------------------------------------------------------- | ------------------- | ----------------------------------------- | ------------------- |
| „Jealous Monster” (în colaborare cu Goran Bregovic)      | 2012                | Millo Simulov                             | [ 43 ]              |
| „When the World Is Mine”                                 | 2012                | Millo Simulov                             | [ 44 ]              |
| „Free Love”                                              | 2015                | Bogdan Păun                               | [ 45 ]              |
| „Want to Want Me”                                        | 2015                | Bogdan Păun                               | [ 46 ]              |
| „Free Love” (Playboy Edition)                            | 2015                | Bogdan Păun                               | [ 6 ]               |
| „Help Me Lose My Mind”                                   | 2015                | Bogdan Păun                               | [ 47 ]              |
| „Sugar”                                                  | 2015                | Bogdan Păun                               | [ 48 ]              |
| „Super Cool”                                             | 2016                | Bogdan Păun                               | [ 49 ]              |
| „Ring Around”                                            | 2017                | Bogdan Păun                               | [ 50 ]              |
| „Loco Poco”                                              | 2017                | Bogdan Păun                               | [ 51 ]              |
| „Loco Poco (Check Point Remix)”                          | 2017                | Emil Rengle                               | [ 52 ]              |
| „Loco Poco (DJ Nana Remix)”                              | 2017                | Yusuke Okawa, Shotrok și Ryouhei Kurokawa | [ 53 ]              |
| „Loco Poco (Shaft, Soka Remix)” (în colaborare cu Buggy) | 2017                | Emil Rengle                               | [ 54 ]              |
| „Ederlezi” (în colaborare cu Goran Bregovic)             | 2017                | Bogdan Păun                               | [ 55 ]              |
| „Loco Poco (Probaker & Mikke Foo Remix)”                 | 2017                | Emil Rengle                               | [ 56 ]              |
| „More Than You Know”                                     | 2017                | Bogdan Păun                               | [ 57 ]              |
| „Split the Bill”                                         | 2019                | Bogdan Păun                               | [ 58 ]              |
| Ca artist secundar                                       |                     |                                           |                     |
| „Love Is” (FUMI★YEAH! în colaborare cu Anca Pop)         | 2017                | Akari                                     | [ 59 ]              |

## Filmografie
- The Match (2006)
- Ivana cea Groaznică (2019)

## Legături externe
- Anca Pop pe Discogs